# Alliantie van Primorje - Gorski Kotar
De Alliantie van Primorje - Gorski Kotar (Kroatisch: Primorsko goranski savez) is een politieke partij van Primorje-Gorski Kotar (Kroatië).
Op dit moment heeft de partij één vertegenwoordiger in het Kroatische parlement en is zij geallieerd met de Kroatische Volkspartij-Liberaal Democraten.
De partij werd opgezet in Rijeka onder de naam Rijeka Democratische Alliantie (Kroatisch: Riječki demokratski savez, RiDS). Nadat ze in 1992 een zetel in het Parlement kregen breidde ze haar activiteiten uit, daarom werd de naam van de partij ook veranderd.
Regeringspartijen:

Kroatische Democratische Unie · Kroatische Volkspartij-Liberaal Democraten · Kroatische Sociaal-Liberale Partij

Kroatische Seniorenpartij · Onafhankelijke Democratische Servische Partij

Overige partijen:

Kroatische Partij van Rechten · Kroatische Boerenpartij · Istrische Democratische Assemblee · Sociaaldemocratische Partij van Kroatië · Alliantie van Primorje · Gorski Kotar · Kroatische Democratische Boerenpartij · Democratisch Centrum · Liberale Partij · Kroatisch Democratisch Centrum · Democratische Prigorje-Zagreb Partij · Međimurje Partij · Zagorje Democratische Partij · Slavonië-Baranja Kroatische Partij · Kroatisch Blok · Kroatische Christelijke Democratische Unie · Kroatische Partij van Rechten 1861 · Kroatische Pure Partij van Rechten · Kroatische Werkelijke Renaissance · Socialistische Arbeiderspartij van Kroatië · Servische Volkspartij · Sociaal Democratische Actie van Kroatië

Politieke partijen van etnische minderheden:

Democratische Unie van Hongaren van Kroatië · Duitse Volksunie - Nationale Associatie van Donau-Zwaben in Kroatië

Onafhankelijke Democratische Servische Partij · Partij voor Democratische Actie van Kroatië